# Campeonato Mundial de Pelota Vasca de 1978
El Campeonato del Mundo de Pelota Vasca de 1978 fue la 8.ª edición del evento, organizado por la Federación Internacional de Pelota Vasca. El campeonato se celebró por segunda vez en la Historia en Biarritz (Francia).

## Desarrollo
El torneo se celebró en septiembre de 1978; contó con la participación de países como España, Argentina, México, Francia, Uruguay, Filipinas, Cuba, Estados Unidos y Chile. El ganador final fue la selección de España, que obtenía así su tercer título absoluto de los campeonatos. Es digna de destacar la primera medalla de la Historia que logró Chile, con su bronce en la especialidad de paleta goma en frontón de 30 metros.

## Especialidades
Se disputaron 12 títulos mundiales en las diferentes especialidades, conforme el siguiente desglose en el que se indica el ganador y medallistas de cada una de ellas:
Trinquete, cinco títulos:
| Especialidad    | Oro                                 | Plata                                 | Bronce                         |
| Mano individual | Francia Dargel                      | Uruguay C. Iraizoz                    | España Bidart                  |
| Mano parejas    | Francia Berhouet - Houseet          | España Echandi - Echeveste            | Uruguay Castillo - Duarte      |
| Paleta cuero    | Uruguay C. Bernal - N. Iroldi       | Argentina Aarón Sehter - R. Bizzozero | Francia Alexander - Sallaberry |
| Paleta goma     | Argentina Tarducci - Bazan          | Uruguay Martínez - Iroldi             | Francia Elduayen - Dibarart    |
| Xare            | Argentina H. Leyenda - R. Bizzozero | Francia Leon - Camino                 | Uruguay Posse - Alfieri        |

Frontón 36 metros, cuatro títulos:
| Especialidad    | Oro                                    | Plata                               | Bronce                                       |
| Mano individual | España Andueza VI                      | Francia Zubizarreta                 | México Vázquez                               |
| Mano parejas    | España Rico III - Pepe Martínez        | Francia Diribarne - Zubizarreta     | México Rosendo Izquierdo - Alfonso Izquierdo |
| Paleta cuero    | México M. Beltran - Pepe Musi          | Argentina H. Leyenda - R. Bizzozero | Francia J.P. Milhet - Itoiz                  |
| Pala corta      | España Alberto Ancizu - Manuel Ezponda | México Hernández - Pepe Musi        | Francia Labat - Talgorn                      |

Frontón 30 metros, dos títulos:
| Especialidad | Oro                                 | Plata                                  | Bronce               |
| Frontenis    | México Jorge Marrón - Carlos Chávez | Argentina H. Porzio - A. Armas         | España Fite - Suárez |
| Paleta goma  | Argentina Armas - Jaurena           | México José Becerra - José Luis Flores | Chile Córdoba - Saez |

Frontón 54 metros, un título:
| Especialidad | Oro                         | Plata                          | Bronce                        |
| Cesta punta  | España Aperribay - Totorica | México A. Elorduy - E. Elorduy | Francia Echeverria - Irigaray |

Nota 1: Se señalan únicamente los nombres de los pelotaris que disputaron las finales.

## Medallero
|   | País      | Oro | Plata | Bronce | Total |
| - | --------- | --- | ----- | ------ | ----- |
| 1 | España    | 4   | 1     | 2      | 7     |
| 2 | Argentina | 3   | 3     | 0      | 6     |
| 3 | Francia   | 2   | 3     | 5      | 10    |
| 4 | México    | 2   | 3     | 2      | 7     |
| 5 | Uruguay   | 1   | 2     | 2      | 4     |
| 6 | Chile     | 0   | 0     | 1      | 1     |

Nota 1: Se contabilizan en primer lugar el total de las medallas de oro, luego las de plata y en último lugar las de bronce.